# Werner Sentek
Werner Sentek (* 22. April 1953 in Uetersen; † 17. Februar 1982 in Hamburg) war ein deutscher Schauspieler.

## Leben
Sentek absolvierte seine Schauspielausbildung am Schauspiel-Studio Frese in Hamburg. Seine Laufbahn als Theaterschauspieler begann er am Wiener Burgtheater; dort war er von 1972 bis 1975 festes Ensemblemitglied. Sentek spielte 1973 am Burgtheater Wien den Cornus in dem Barockdrama Philemon oder Der fröhliche Märtyrer (Philemon Martyr) von Jakob Bidermann in einer textlichen Neufassung von Luise Rinser; seine Partner waren Rudolf Melichar und Götz von Langheim. Von 1975 bis 1978 war Sentek fest am Deutschen Theater Göttingen engagiert. In der Spielzeit 1979/1980 war Sentek Ensemblemitglied am Nationaltheater Mannheim. Im Mai 1980 gastierte er in Berlin mit dem Theaterstück Vatermord von Arnolt Bronnen unter der Regie von Jürgen Bosse an der Seite von Gabriela Badura, Hans Falár und Heinz Schubert beim Berliner Theatertreffen.
Zu den Film- und Fernsehrollen Senteks gehörte der Auftritt in der ARD-Mysteryserie Schaurige Geschichten. Auch spielte er den Gerhard Kock im TV-Zweiteiler Kudenow oder An fremden Wassern weinen von Claus Peter Witt.
Sentek arbeitete auch als Hörspielsprecher. 1981 wirkte er beim Süddeutschen Rundfunk in dem Science-Fiction-Hörspiel Zurück in die Tiefe von William M. Lee als Adjutant Gates mit; seine Partner waren unter anderem Horst Michael Neutze, Susanne Beck und Ulrich von Dobschütz.
Am 21. November 1981 war er zudem als Schauspieler in der ARD-Samstagabendshow Einer wird gewinnen zu sehen.

## Filmografie
- 1975: Schaurige Geschichten
- 1981: Kudenow oder An fremden Wassern weinen
- 1981: Einer wird gewinnen